# Championnats d'Afrique d'athlétisme 2018
Navigation
La 21e édition des championnats d'Afrique d'athlétisme se déroule du 1er au 5 août 2018 à Asaba au Nigeria. L'annonce a été faite en octobre 2017 par la Confédération africaine d'athlétisme .

## Organisation

### Préparation
Une partie des participants rencontre des difficultés à rallier le lieu de la compétition, en raison d'un nombre insuffisant de vols vers la ville d'Asaba. Par exemple, la délégation marocaine attend 55 heures à l'aéroport international Murtala-Muhammed de Lagos avant d'avoir un vol. Le début de la compétition est reporté, neuf délégations étant toujours absentes le 31 juillet. Seules les séries du 100 m hommes et femmes et la finale du 10 000 m hommes sont disputées le premier jour.

### Sites
La plupart des épreuves se déroulent au stade Stephen Keshi, construit pour la compétition.

### Participants
Parmi les athlètes absents, Murielle Ahouré, tenante du titre sur 100 m et championne du monde en salle du 60 m en mars 2018, déclare forfait en raison d'une réaction allergique. La sprinteuse nigériane Blessing Okagbare, détentrice du record d'Afrique du 200 m, est également absente du 100 m et 200 m sur blessure, mais elle participe cependant au relais 4 x 100 m.

### Calendrier des épreuves
| S | Séries | Q | Qualifications | ½ | Demi-finales | F | Finale |

| Date →            | 1 | 2 | 2 | 2 | 3 | 3 | 4 | 4 | 5 | 5 | 5 |
| Épreuve ↓         | A | M | A | A | M | A | M | A | M | A | A |
| ----------------- | - | - | - | - | - | - | - | - | - | - | - |
| 100 m             | S | ½ | F | F |   |   |   |   |   |   |   |
| 200 m             |   |   |   |   |   |   | S | ½ |   | F | F |
| 400 m             |   | S | ½ | ½ |   | F |   |   |   |   |   |
| 800 m             |   |   | S | S |   | F |   |   |   |   |   |
| 1 500 m           |   |   |   |   |   |   |   | S |   | F | F |
| 5 000 m           |   |   |   |   |   |   |   |   |   | F | F |
| 10 000 m          | F |   |   |   |   |   |   |   |   |   |   |
| 3 000 m steeple   |   |   |   |   |   | F |   |   |   |   |   |
| 110 m haies       |   |   |   |   |   | S |   | F |   |   |   |
| 400 m haies       |   |   | S | S |   | F |   |   |   |   |   |
| Décathlon         |   | F | F | F | F | F |   |   |   |   |   |
| Saut en hauteur   |   |   |   |   |   | F |   |   |   |   |   |
| Saut à la perche  |   |   |   |   |   |   |   | F |   |   |   |
| Saut en longueur  |   |   | F | F |   |   |   |   |   |   |   |
| Triple saut       |   |   |   |   |   |   |   | F |   |   |   |
| Lancer du poids   |   |   | F | F |   |   |   |   |   |   |   |
| Lancer du disque  |   |   | F | F |   |   |   |   |   |   |   |
| Lancer du marteau |   |   |   |   |   |   |   | F |   |   |   |
| Lancer du javelot |   |   |   |   |   |   |   |   |   | F | F |
| 20 km marche      |   |   |   |   |   |   |   |   | F |   |   |
| 4 × 100 m         |   |   | S | S |   | F |   |   |   |   |   |
| 4 × 400 m         |   |   |   |   |   |   |   | S |   | F | F |

| Date →            | 1 | 2 | 2 | 2 | 3 | 3 | 4 | 4 | 5 | 5 | 5 |  |
| Épreuve ↓         | A | M | A | A | M | A | M | A | M | A | A |  |
| ----------------- | - | - | - | - | - | - | - | - | - | - | - |  |
| 100 m             | S | ½ | F | F |   |   |   |   |   |   |   |  |
| 200 m             |   |   |   |   |   |   | S | ½ |   | F | F |  |
| 400 m             |   | S | ½ | ½ |   | F |   |   |   |   |   |  |
| 800 m             |   |   |   |   |   |   |   | S |   | F | F |  |
| 1500 m            |   |   |   |   |   | F |   |   |   |   |   |  |
| 5 000 m           |   |   | F | F |   |   |   |   |   |   |   |  |
| 10 000 m          |   |   |   |   |   |   |   | F |   |   |   |  |
| 3 000 m steeple   |   |   |   |   |   |   |   |   |   | F | F |  |
| 100 m haies       |   | S | F | F |   |   |   |   |   |   |   |  |
| 400 m haies       |   |   |   |   |   |   |   | S |   | F | F |  |
| Heptathlon        |   |   |   |   |   |   | F | F | F | F | F |  |
| Saut en hauteur   |   |   |   |   |   |   |   |   |   | F | F |  |
| Saut à la perche  |   |   | F | F |   |   |   |   |   |   |   |  |
| Saut en longueur  |   |   |   |   |   | F |   |   |   |   |   |  |
| Triple saut       |   |   |   |   |   |   |   |   |   | F | F |  |
| Lancer du poids   |   |   |   |   |   |   |   |   |   | F | F |  |
| Lancer du disque  |   |   |   |   |   | F |   |   |   |   |   |  |
| Lancer du marteau |   |   | F | F |   |   |   |   |   |   |   |  |
| Lancer du javelot |   |   |   |   |   |   |   | F |   |   |   |  |
| 20 km marche      |   |   |   |   |   |   |   |   | F |   |   |  |
| 4 × 100 m         |   |   | S | S |   | F |   |   |   |   |   |  |
| 4 × 400 m         |   |   |   |   |   |   |   | S |   | F | F |  |

## Résultats

### Hommes
| Épreuves | Or                                                                                        | Argent                                                                                      | Bronze                                                                                          |
| --- | ----------------------------------------------------------------------------------------- | ------------------------------------------------------------------------------------------- | ----------------------------------------------------------------------------------------------- |
| 100 m (- 2,1 m/s) Finale le 2 août 2018 | Akani Simbine 10 s 25                                                                     | Arthur Cissé 10 s 33                                                                        | Simon Magakwe 10 s 35                                                                           |
| 200 m Finale le 5 août 2018 | Ncincihli Titi 20 s 46                                                                    | Divine Oduduru 20 s 60                                                                      | Luxolo Adams 20 s 60                                                                            |
| 400 m Finale le 3 août 2018 | Baboloki Thebe 44 s 81                                                                    | Thapelo Phora 45 s 14                                                                       | Chidi Okezie 45 s 65                                                                            |
| 800 m Finale le 3 août 2018 | Nijel Amos 1 min 45 s 20                                                                  | Emmanuel Korir 1 min 45 s 65                                                                | Mostafa Smaili 1 min 45 s 90                                                                    |
| 1 500 m Finale le 5 août 2018 | Elijah Manangoi 3 min 35 s 20                                                             | Timothy Cheruiyot 3 min 35 s 93                                                             | Ronald Musagala 3 min 36 s 41                                                                   |
| 5 000 m Finale le 5 août 2018 | Edward Zakayo 13 min 48 s 58                                                              | Getaneh Molla 13 min 49 s 06                                                                | Yemane Haileselassie 13 min 49 s 58                                                             |
| 10 000 m Finale le 1er août 2018 | Jemal Yimer 29 min 8 s 01                                                                 | Andamlak Belihu 29 min 11 s 09                                                              | Timothy Toroitich 29 min 11 s 87                                                                |
| 20 km marche Finale le 5 août 2018 | Samuel Gathimba 1 h 25 min 14 s                                                           | Lebogang Shange 1 h 25 min 25 s                                                             | Hassanine Sebei 1 h 25 min 25 s                                                                 |
| 110 m haies Finale le 4 août 2018 | Antonio Alkana 13 s 51                                                                    | Oyeniyi Abejoye 13 s 87                                                                     | Wellington Zaza 13 s 88                                                                         |
| 400 m haies Finale le 3 août 2018 | Abdelmalik Lahoulou 48 s 47 (NR)                                                          | Cornel Fredericks 49 s 40                                                                   | Zied Azizi 49 s 48                                                                              |
| 3 000 m steeple Finale le 3 août 2018 | Conseslus Kipruto 8 min 26 s 38                                                           | Soufiane el-Bakkali 8 min 28 s 01                                                           | Getnet Wale 8 min 30 s 87                                                                       |
| 4 × 100 m Finale le 3 août 2018 | Afrique du Sud Akani Simbine Simon Magakwe Emile Erasmus Henricho Bruintjies 38 s 25 (CR) | Nigeria Seye Ogunlewe Usheoritse Itsekiri Enoch Olaoluwa Adegoke Ogho-Oghene Egwero 38 s 74 | Côte d'Ivoire Ben Youssef Méité Wilfried Koffi Hua Gnamien Nehemie N'Goran Arthur Cissé 38 s 92 |
| 4 × 400 m Finale le 5 août 2018 | Kenya Aron Koech Alphas Kishoyian Jared Momanyi Emmanuel Korir 3 min 0 s 92 (CR)          | Afrique du Sud Zakithi Nene Cornel Fredericks Pieter Conradie Thapelo Phora 3 min 3 s 50    | Nigeria Orukpe Eraiyokan Rilwan Alowonle Isah Salihu Chidi Okezie 3 min 4 s 88                  |
| Saut en hauteur Finale le 3 août 2018 | Mathew Sawe 2,30 m (NR égalé)                                                             | Chris Moleya 2,26 m                                                                         | Mpho Links 2,15 m                                                                               |
| Saut à la perche Finale le 4 août 2018 | Mohamed Romdhana 5,20 m                                                                   | Valco van Wyk 5,10 m                                                                        | Mejdi Chehata 5,10 m                                                                            |
| Saut en longueur Finale le 2 août 2018 | Rushwal Samaai 8,45 m (-1,2 m/s)                                                          | Luvo Manyonga 8,43 m (+ 1,2 m/s)                                                            | Yahya Berrabah 8,14 m                                                                           |
| Triple saut Finale le 4 août 2018 | Hugues Fabrice Zango 17,11 m                                                              | Godfrey Khotso Mokoena 16,83 m                                                              | Yasser Triki 16,78 m                                                                            |
| Lancer du poids Finale le 1er août 2018 | Chukwuebuka Enekwechi 21,08 m (CR)                                                        | Mohamed Magdi Hamza Khalif 19,33 m                                                          | Kyle Blignaut 19,05 m                                                                           |
| Lancer du disque Finale le 2 août 2018 | Victor Hogan 60,06 m                                                                      | Werner Visser 58,22 m (PB)                                                                  | Elbachir Mbarki 54,97 m                                                                         |
| Lancer du marteau Finale le 4 août 2018 | Mostafa Hicham al-Gamal 73,50 m                                                           | Eslam Mohamed 70,32 m                                                                       | Hassan Abdelgawad 69,90 m                                                                       |
| Lancer du javelot Finale le 5 août 2018 | Julius Yego 77,34 m                                                                       | Phil-Mar van Rensburg 76,57 m                                                               | Kure Adams 75,69 m                                                                              |
| Décathlon | Larbi Bouraada 8 099 points                                                               | Fredriech Pretorius 7 730 points                                                            | Samuel Osadolor 7 095 points                                                                    |
| Records et Performances - AR : Record continental (area record) - CR : Record des championnats (championship record) - MR : Record du meeting (meet record) - NR : Record national (national record) - OR : Record olympique (olympic record) - PR : Record paralympique (paralympic record) - PB : Record personnel (personal best) - SB : Meilleure performance personnelle de la saison (season's best) - WL : Meilleure performance mondiale de l'année (world leader) - WJR : Record du monde junior (world junior record) - WR : Record du monde (world record) Circonstances et Conditions - DNF : N'a pas terminé (did not finish) - DNS : N'a pas pris le départ (did not start) - DQ : Disqualification (disqualification) - NM : Aucun essai valable enregistré (No Mark) - Q : Qualifié « directement » au prochain tour (ou à la prochaine compétition), lors d'une compétition majeure, grâce au classement ou à la réalisation des minima (automatic qualifier) - q : Qualifié au prochain tour (ou à la prochaine compétition), lors d'une compétition majeure, grâce au repêchage ou à la réalisation de l'une des meilleures performances parmi celles des « non qualifiés directement » (grâce au meilleur temps ou à la meilleure distance par exemple) (secondary qualifier) |                                                                                           |                                                                                             |                                                                                                 |

### Femmes
| Épreuves | Or                                                                                     | Argent                                                                                     | Bronze                                                                            |
| --- | -------------------------------------------------------------------------------------- | ------------------------------------------------------------------------------------------ | --------------------------------------------------------------------------------- |
| 100 m Finale le 2 août 2018 | Marie-Josée Ta Lou 11 s 15                                                             | Janet Amponsah 11 s 54                                                                     | Joy Udo-Gabriel 11 s 58                                                           |
| 200 m Finale le 5 août 2018 | Marie-Josée Ta Lou 22 s 50                                                             | Germaine Abessolo Bivina 23 s 36                                                           | Janet Amponsah 23 s 38                                                            |
| 400 m Finale le 3 août 2018 | Caster Semenya 49 s 96 (NR)                                                            | Christine Botlogetswe 51 s 19                                                              | Yinka Ajayi 51 s 34                                                               |
| 800 m Finale le 5 août 2018 | Caster Semenya 1 min 56 s 06                                                           | Francine Niyonsaba 1 min 57 s 97                                                           | Habitam Alemu 1 min 58 s 86                                                       |
| 1 500 m Finale le 3 août 2018 | Winny Chebet 4 min 14 s 02                                                             | Rababe Arafi 4 min 14 s 12                                                                 | Malika Akkaoui 4 min 14 s 1                                                       |
| 5 000 m Finale le 2 août 2018 | Hellen Obiri 15 min 47 s 18                                                            | Senbere Teferi 15 min 54 s 48                                                              | Meskerem Mamo 15 min 57 s 38                                                      |
| 10 000 m Finale le 4 août 2018 | Stacey Ndiwa 31 min 31 s 17                                                            | Alice Aprot 31 min 36 s 12                                                                 | Gete Alemayehu 32 min 10 s 68                                                     |
| 20 km marche Finale le 5 août 2018 | Yehualye Beletew 1 min 31 s 47                                                         | Grace Wanjiru 1 min 35 s 54                                                                | Chahinez Nasri 1 min 37 s 28                                                      |
| 100 m haies Finale le 2 août 2018 | Tobi Amusan 12 s 86                                                                    | Rikenette Steenkamp 13 s 18                                                                | Rosvitha Okou 13 s 39                                                             |
| 400 m haies Finale le 5 août 2018 | Glory Onome Nathaniel 55 s 53                                                          | Lamiae Lhabze 56 s 66                                                                      | Wenda Nel 57 s 04                                                                 |
| 3 000 m steeple Finale le 5 août 2018 | Beatrice Chepkoech 8 min 59 s 88                                                       | Celliphine Chespol 9 min 09 s 61                                                           | Fancy Cherono 9 min 23 s 92                                                       |
| 4 × 100 m Finale le 3 août 2018 | Nigeria Joy Udo-Gabriel Blessing Okagbare Tobi Amusan Rosemary Chukwuma 43 s 77        | Côte d'Ivoire Adeline Gouenon Karel Elodie Ziketh Rosvitha Okou Marie-Josée Ta Lou 44 s 40 | Kenya Eunice Kadogo Millicent Ndoro Joan Cherono Fresha Mwangi 45 s 58            |
| 4 × 400 m Finale le 5 août 2018 | Nigeria Patience Okon George Abike Egbeniyi Folashade Abugan Yinka Ajayi 3 min 31 s 17 | Kenya Maureen Jelagat Veronica Mutua Navian Michira Hellen Syombua 3 min 35 s 45           | Zambie Quincy Malekani Abygirl Sepiso Rhodah Njobvu Majory Chisanga 3 min 38 s 18 |
| Saut en hauteur Finale le 5 août 2018 | Erika Nonhlanhla Seyama 1,80 m                                                         | Hoda Hagras 1,80 m                                                                         | Ariyat Dibow 1,80 m                                                               |
| Saut à la perche Finale le 2 août 2018 | Dora Mahfoudhi 4,10 m                                                                  | Dina Eltabaa 4,05 m                                                                        | Nesrine Brinis 3,90 m                                                             |
| Saut en longueur Finale le 3 août 2018 | Ese Brume 6,83 m                                                                       | Marthe Koala 6,54 m                                                                        | Lynique Beneke 6,38 m                                                             |
| Triple saut Finale le 5 août 2018 | Grace Anigbata 14,02 m                                                                 | Zinzi Chabangu 13,59 m                                                                     | Lerato Sechele 13,31 m                                                            |
| Lancer du poids Finale le 5 août 2018 | Ischke Senekal 17,24 m                                                                 | Jessica Inchude 16,76 m                                                                    | Mieke Strydom 15,99 m                                                             |
| Lancer du disque Finale le 3 août 2018 | Chioma Onyekwere 58,09 m                                                               | Chinwe Okoro 57,37 m                                                                       | Ischke Senekal 53,82 m                                                            |
| Lancer du marteau Finale le 1er août 2018 | Soukaina Zakkour 68,28 m (NR)                                                          | Temilola Ogunrinde 67,39 m                                                                 | Jennifer Batu 66,43 m                                                             |
| Lancer du javelot Finale le 4 août 2018 | Kelechi Nwanaga 56,96 m                                                                | Jo-Ane van Dyk 53,72 m                                                                     | Josephine Joyce Lalam 51,33 m                                                     |
| Heptathlon | Odile Ahouanwanou 5 999 points                                                         | Marthe Koala 5 967 points                                                                  | Non attribué                                                                      |
| Records et Performances - AR : Record continental (area record) - CR : Record des championnats (championship record) - MR : Record du meeting (meet record) - NR : Record national (national record) - OR : Record olympique (olympic record) - PR : Record paralympique (paralympic record) - PB : Record personnel (personal best) - SB : Meilleure performance personnelle de la saison (season's best) - WL : Meilleure performance mondiale de l'année (world leader) - WJR : Record du monde junior (world junior record) - WR : Record du monde (world record) Circonstances et Conditions - DNF : N'a pas terminé (did not finish) - DNS : N'a pas pris le départ (did not start) - DQ : Disqualification (disqualification) - NM : Aucun essai valable enregistré (No Mark) - Q : Qualifié « directement » au prochain tour (ou à la prochaine compétition), lors d'une compétition majeure, grâce au classement ou à la réalisation des minima (automatic qualifier) - q : Qualifié au prochain tour (ou à la prochaine compétition), lors d'une compétition majeure, grâce au repêchage ou à la réalisation de l'une des meilleures performances parmi celles des « non qualifiés directement » (grâce au meilleur temps ou à la meilleure distance par exemple) (secondary qualifier) |                                                                                        |                                                                                            |                                                                                   |

### Tableau des médailles
| Rang | Nation              | Or | Argent | Bronze | Total |
| ---- | ------------------- | -- | ------ | ------ | ----- |
| 1    | Kenya               | 11 | 6      | 2      | 19    |
| 2    | Afrique du Sud      | 9  | 13     | 8      | 30    |
| 3    | Nigeria             | 9  | 5      | 5      | 19    |
| 4    | Maroc               | 2  | 3      | 4      | 9     |
| 5    | Éthiopie            | 2  | 2      | 4      | 8     |
| 6    | Côte d'Ivoire       | 2  | 2      | 2      | 6     |
| 7    | Tunisie             | 2  | 1      | 4      | 7     |
| 8    | Botswana            | 2  | 1      | 0      | 3     |
| 9    | Algérie             | 2  | 0      | 1      | 3     |
| 10   | Égypte              | 1  | 3      | 3      | 7     |
| 11   | Burkina Faso        | 1  | 2      | 0      | 3     |
| 12   | Bénin               | 1  | 0      | 0      | 1     |
| 13   | Ghana               | 0  | 1      | 1      | 2     |
| 14   | Cameroun            | 0  | 1      | 0      | 1     |
| 14   | Swaziland           | 0  | 1      | 0      | 1     |
| 14   | Burundi             | 0  | 1      | 0      | 1     |
| 14   | Guinée-Bissau       | 0  | 1      | 0      | 1     |
| 18   | Ouganda             | 0  | 0      | 3      | 3     |
| 19   | Érythrée            | 0  | 0      | 1      | 1     |
| 19   | Zambie              | 0  | 0      | 1      | 1     |
| 19   | Liberia             | 0  | 0      | 1      | 1     |
| 19   | République du Congo | 0  | 0      | 1      | 1     |
| 19   | Lesotho             | 0  | 0      | 1      | 1     |
|      | TOTAL               | 43 | 43     | 42     | 128   |